# Björtjärnen (Idre socken, Dalarna)
Björtjärnen är en sjö i Älvdalens kommun i Dalarna och ingår i Dalälvens huvudavrinningsområde.